# Nianie w akcji
Nianie w akcji (ang. Adventures in Babysitting) – amerykański film komediowy z kanonu Disney Channel Original Movies. Jest to remake filmu z 1987 roku zatytułowanego Zwariowana noc. W rolach głównych występują Sabrina Carpenter z serialu Dziewczyna poznaje świat oraz Sofia Carson z filmu Następcy. Premiera filmu odbyła się 24 czerwca 2016 roku na amerykańskim Disney Channel, natomiast w Polsce film pojawił się 9 września 2016 roku o godzinie 18:00 na antenie Disney Channel.

## Fabuła
Dwie nastoletnie dziewczyny z wyraźnie odmiennymi osobowościami, Jenny Parker (Sabrina Carpenter) i Lola Perez (Sofia Carson), przechodzą rozmowę kwalifikacyjną na staż fotograficzny i przypadkiem zamieniają się telefonami. Na telefon Jenny dzwoni rodzina Andersonów, która potrzebuje opiekunki na wieczór. Telefon odbiera Lola, która przyjmuje zlecenie w potrzebie dodatkowej gotówki. Tymczasem Jenny umawia się z rodziną Cooperów, która również poszukuje opiekunki. Sprawy biorą niespodziewany obrót, gdy podczas pierwszej pracy Loli jako opiekunki jedno z dzieci Andersonów wymyka się z domu, żeby pójść na koncert. Jenny, Lola i pozostałe dzieciaki wyruszają na przygodę życia podczas jednej magicznej nocy w wielkim mieście.

## Obsada
- Sabrina Carpenter jako Jenny Parker
- Sofia Carson jako Lola Perez
- Nikki Hahn jako Emily Cooper
- Mallory James Mahoney jako Katy Cooper
- Max Gecowets jako Trey Anderson
- Jet Jurgensmeyer jako Bobby Anderson
- Madison Horcher jako AJ Anderson
- Kevin Quinn jako Zac Chase
- Gillian Vigman jako Helen Anderson
- Gabrielle Miller jako Donna Cooper
- Michael Northey jako Tyci
- Ken Lawson jako Skalpel
- Max Lloyd-Jones jako oficer James
- Kevin O’Grady jako Barry Cooper
- Hugo Ateo jako Hal Anderson

## Wersja polska
Udział wzięli:
- Paulina Komenda – Jenny Parker
- Karolina Bacia – Lola Perez
- Mateusz Ceran – Trey Anderson
- Bernard Lewandowski – Bobby Anderson
- Wojciech Żołądkowicz – Tyci
- Magdalena Wasylik – Emily Cooper
- Ewa Lachowicz – Helen Anderson
- Zofia Modej – AJ Anderson
- Monika Węgiel – 
  - Donna Cooper
  - policjantka Jackson
- Modest Ruciński – Skalpel
- Maksymilian Bogumił – 
  - Zac Chase
  - jeden z kucharzy

W pozostałych rolach:
- Bartosz Wesołowski – policjant James
- Wojciech Chorąży – Barry Cooper
- Adam Krylik – Hal Anderson
- Wojciech Paszkowski – Leon Vasquez
- Maksymilian Michasiów – kolega Treya
- Mateusz Narloch –
  - kolega Treya,
  - DJ Chill
- Szymon Roszak – 
  - policjant George
  - ochroniarz museum
- Tomasz Jarosz – policjant Nelson
- Kamil Pruban – 
  - policjant Fitz
  - kierownik autobusu
- Artur Kaczmarski – policjant Dowling
- Joanna Węgrzynowska-Cybińska – Trixie
- Paweł Szczesny – szef kuchni podczas gali
- Anna Szymańczyk – kelnerka podczas gali

i inni
Reżyseria: Tomasz Robaczewski
Wykonanie piosenki: Paulina Komenda, Karolina Bacia, Mateusz Ceran, Bernard Lewandowski, Magdalena Wasylik, Zofia Modej i inni

Kierownictwo muzyczne: Agnieszka Tomicka

Dialogi: Dariusz Paprocki

Wersja polska: SDI Media Polska
Lektor tytułu: Artur Kaczmarski